# Trigonopedia nigrifacies
Trigonopedia nigrifacies är en biart som beskrevs av Harter-marques och Truylio 2003. Trigonopedia nigrifacies ingår i släktet Trigonopedia och familjen långtungebin. Inga underarter finns listade i Catalogue of Life.